# Samuel Honrubia
Samuel Honrubia (5 de julio de 1986, Béziers, Hérault) es un jugador profesional de balonmano francés, que juega en la posición de extremo izquierdo en el Istres OPH. Fue un componente de la selección de balonmano de Francia.
Debutó con la selección francesa en 2009 contra Letonia, y con los bleus ha ganado un Campeonato del Mundo en 2011, y una medalla de oro en los Juegos Olímpicos de 2012. Ha disputado 49 partidos internacionales anotando 142 goles.

## Carrera
Nació en Béziers, una ciudad en el sur de Francia, siendo el cuarto de cinco hermanos, y es descendiente de padres españoles. Su primer equipo fue el Montagnac Racing Club, pero con 15 años, fichó por el Montpellier HB. Tras varios años en el equipo, en 2004, firmó su primer contrato profesional con el Montpellier.
En la temporada 2007-2008, se asentó en la élite al ser elegido como mejor extremo izquierdo de la liga francesa. Además, ese año ganó la Liga, la Copa y la Copa de la Liga, siendo su primer triplete como jugador.
En junio de 2009, debutó con los "galos" en un partido contra Letonia, pero no fue convocado para el Campeonato de Europa de 2010 que ganó Francia.
Un año después, sí que fue seleccionado por Claude Onesta para el Campeonato del Mundo, consiguiendo su primer título internacional tras vencer en la final, incluyendo prórroga, a Dinamarca por 37-35, aunque Samuel no pudo aportar ningún gol al marcador.
Empezó el 2012 acudiendo con su selección al Europeo, obteniendo la 11.ª plaza, la peor en la historia de un Europeo para su país. En el verano de ese mismo año, fichó por el megaproyecto del Paris Saint-Germain, coincidiendo con grandes estrellas como Mikkel Hansen o Luc Abalo, y abandonando su club después de 11 años en él. Tras el fiasco que supuso el Europeo, los franceses llegaron con ganas de revancha a los Juegos Olímpicos de 2012, siendo los primeros para Honrubia. A pesar de no contar con el favoritismo de otras ocasiones, Francia consiguió su segunda medalla de oro en balonmano, derrotando en la final a Suecia por tan solo un gol.

## Equipos
- Montpellier HB (2004-2012)
- Paris Saint-Germain (2012-2017)
- Tremblay-en-France Handball (2017-2019)
- Pays d'Aix UCH (2019-2021)
- Istres OPH (2021- )

## Palmarés

### Montpellier HB
- Liga Francesa (2005, 2006, 2008, 2009, 2010, 2011 y 2012)
- Copa de Francia (2005, 2006, 2008, 2009, 2010 y 2012)
- Copa de la Liga de Francia (2004, 2005, 2006, 2007, 2008, 2010, 2011 y 2012)
- Supercopa de Francia (2011 y 2012)

### Paris Saint-Germain
- Liga de Francia de balonmano (4): 2013, 2015, 2016, 2017
- Supercopa de Francia (3): 2014, 2015 y 2016
- Copa de Francia de balonmano (2): 2014, 2015
- Copa de la Liga (1): 2017

### Selección nacional

#### Campeonato del Mundo
- Medalla de oro en el Campeonato del Mundo de 2011

#### Juegos Olímpicos
- Medalla de oro en los Juegos Olímpicos de Londres 2012

### Consideraciones personales
- Mejor extremo izquierdo de la Liga de Francia (2008)